# Acanthoscelides pullus
Acanthoscelides pullus är en skalbaggsart som först beskrevs av Henry Clinton Fall 1910.  Acanthoscelides pullus ingår i släktet Acanthoscelides och familjen bladbaggar. Inga underarter finns listade i Catalogue of Life.